# Habenaria vaginata
Habenaria vaginata är en orkidéart som beskrevs av Achille Richard. Habenaria vaginata ingår i släktet Habenaria och familjen orkidéer. Inga underarter finns listade i Catalogue of Life.